# Повіт Тойоно
Пові́т Тойо́но (яп. 豊能郡, とよのぐん, МФА: [tojono guɴ]) — повіт в префектурі Осака, Японія. Станом на 1 липня 2012 року його площа становила 133,05 км². Населення складало 32 364 осіб, а густота населення — 243 осіб/км². До складу повіту входять містечка Тойоно й Носе. 